# Exequiel Cassinelli
Exequiel Cassinelli (Capitán Bermúdez, Santa Fe, Argentina, 30 de diciembre de 1992) es un ex-baloncestista argentino que se desempeñaba en la posición de escolta.

## Carrera
Su primera experiencia profesional fue en el club argentino San Martín de Marcos Juárez en el año 2010, disputando el Torneo Nacional de Ascenso. En la temporada 2011-12 promedió 13,1 puntos en 28 partidos. Tras ese desempeño fue contratado como reemplazo por el Club Atlético San Isidro, de la misma categoría, para disputar los playoffs 2012 por el ascenso a la Liga Nacional de Básquet.
Ese mismo año, el club Gimnasia Indalo, de la ciudad de Comodoro Rivadavia y perteneciente a la LNB, fichó a Cassinelli. Tras dos temporadas en el club, pasó a San Lorenzo de Almagro para disputar el Torneo Nacional de Ascenso. A mitad de temporada dejó el club y se sumó a Atlético Echagüe Club, de la misma categoría. La temporada siguiente, firmó con Monte Hermoso Basket. En agosto de 2016 se confirmó su llegada a Platense. Terminó la temporada en el Ramos Mejía Lawn Tennis Club del Torneo Federal de Básquetbol, donde, tras derrotar en la final a Deportivo Norte de Armstrong, consiguió el campeonato y ascenso al Torneo Nacional de Ascenso. De todos modos el club decidió renunciar a su plaza en la segunda categoría del baloncesto profesional argentino, por lo que Cassinelli continuó desempeñándose en el TFB.
En enero de 2019 dejó a Ramos Mejía Lawn Tennis Club, sumándose un mes más tarde a Zárate Basket. Esa temporada el escolta terminó siendo escogido como parte del "Quinteto Ideal" del torneo. En la temporada siguiente el TFB terminó cancelado luego de que se desencadenara la pandemia de COVID-19. Al reanudarse las actividades, Cassinelli decidió no retornar a las canchas para dedicarse a montar en la ciudad de Esquel a una empresa dedicada a la fabricación de domos geodésicos.

### Selección nacional
En el año 2009 fue convocado por Enrique Tolcachier a una preselección argentina como preparación para el Campeonato Sudamericano U17 de ese año a disputarse en Uruguay. Sin embargo, no estuvo en la lista final para disputar el torneo. El año siguiente, fue convocado a la preselección U18.

## Trayectoria
| Temporada | Equipo                                  | País      | Liga |
| 2008-09   | San Martín de Marcos Juárez             | Argentina | TNA  |
| 2009-10   | San Martín de Marcos Juárez             | Argentina | TNA  |
| 2010-11   | San Martín de Marcos Juárez             | Argentina | TNA  |
| 2011-12   | San Martín de Marcos Juárez             | Argentina | TNA  |
| 2011-12   | San Isidro                              | Argentina | TNA  |
| 2012-13   | Gimnasia y Esgrima (Comodoro Rivadavia) | Argentina | LNB  |
| 2013-14   | Gimnasia y Esgrima (Comodoro Rivadavia) | Argentina | LNB  |
| 2014-15   | San Lorenzo de Almagro                  | Argentina | TNA  |
| 2014-15   | Echagüe                                 | Argentina | TNA  |
| 2015-16   | Monte Hermoso Basket                    | Argentina | TNA  |
| 2016-17   | Platense                                | Argentina | TNA  |
| 2016-17   | Ramos Mejía LTC                         | Argentina | TFB  |
| 2017-18   | Ramos Mejía LTC                         | Argentina | TFB  |
| 2018-19   | Ramos Mejía LTC                         | Argentina | TFB  |
| 2018-19   | Zárate Basket                           | Argentina | TFB  |
| 2019-20   | Zárate Basket                           | Argentina | TFB  |